# Jan Hendrik Hofmeyr
Jan Hendrik Hofmeyr (Città del Capo, 20 marzo 1894 – Johannesburg, 3 dicembre 1948) è stato un politico sudafricano. Fu Ministro delle Finanze dal 1939 al 1948 nel governo del Maresciallo Jan Smuts.

## Biografia
Jan Hofmeyr nacque a Città del Capo il 20 marzo 1894. Suo zio e omonimo Jan Hendrik Hofmeyr era allora capo del partito Afrikaner Bond, un movimento politico molto potente nella Colonia del Capo.
Bambino fragile ma molto precoce, egli divenne la principale preoccupazione di sua madre vedova, la cui forte personalità giocò un ruolo importantissimo nella sua vita. Frequentò dapprima il South African College Schools (SACS) e poi l'Università di Città del Capo. Era uno studente straordinario: si pensi che conseguì il Master of Arts (MA), la laurea in discipline umanistiche, a soli 17 anni. Questa precocità giovanile Hofmeyr la mantenne per tutta la vita: infatti fu nominato Direttore dell'Università del Witwatersrand a soli 25 anni, Amministratore del Transvaal a 30 e Ministro a 39 anni.
All'Università di Città del Capo vinse una borsa di studio (la Rhodes Scholarship) che gli avrebbe permesso di studiare a Oxford gratuitamente per i successivi tre anni. Anche all'Università di Oxford, al Balliol College per la precisione, egli ebbe un'illustre carriera accademica, arrivando primo sia negli esami iniziali (Calassical Moderations) sia in quelli conclusivi (Greats). Negli anni a venire divenne membro onorario (Honorary Fellow) di Balliol, il suo college.
L'esperienza di Oxford estese le già sue per natura ampie vedute e dette lustro a quella visione sia comprensiva che compassionevole, sia dotta che raffinata, che caratterizzò la sua illustre e breve vita. A Oxford perfezionò sia la sua erudizione che la sua educazione che caratterizzarono la sua nobiltà di spirito durante la sua esperienza politica.
Di ritorno da Oxford, nel 1916 fu nominato titolare della Cattedra di Lettere antiche al South African College di Città del Capo e nel 1917 divenne professore all'Università del Witwatersrand a Johannesburg, di cui divenne Rettore nel 1919.
Nel 1921 pubblicò, in collaborazione con il professor T.J. Haarhoff, un breve trattato intitolato Studies in Ancient Imperialism che, nonostante la sua brevità risulterà una delle analisi più acute e brillanti del tardo Impero Romano.
Abbandonò l'Università nel 1924 per diventare Amministratore del Transvaal. Cinque anni dopo, nel 1929, lasciò la carica di Amministratore e si dedicò alla politica attiva diventando membro del Parlamento unendosi al South African Party (SAP) di Jan Smuts, allora all'opposizione. Hofmeyr si distinse in parlamento come un oratore senza pari grazie alla sua erudizione e alla conoscenza perfetta dei dossier: aveva il dono naturale di cogliere al volo i punti deboli delle tesi del suo interlocutore, smontandole senza malizia. Qualche anno dopo, da ministro, egli affrontò il Parlamento con totale padronanza dei fatti e conoscenza dei relativi dettagli che lo resero un avversario eccezionale per i suoi oppositori.
Nel 1933 ebbe parte attiva nel condurre le trattative che condussero alla grande coalizione e alla fusione fra il South African Party di Jan Smuts e il National Party di James Barry Munnik Hertzog che confluirono nello United Party. Così Hofmeyr divenne, per il resto della sua vita, membro di questo partito. Nello stesso anno divenne Ministro dell'Interno.
Quando poi lo United Party si spaccò sulla questione della guerra nel 1939, Hofmeyr fu ancora fedele a Smuts, diventando, nello stesso anno Ministro delle Finanze e dell'Istruzione. Anche in questo ruolo le sue capacità si rivelarono senza pari e divenne subito il più stretto consigliere di Jan Smuts tanto da svolgere le funzioni di Primo Ministro durante la Seconda guerra mondiale allorquando il Maresciallo era in Europa al fianco di Winston Churchill nel Gabinetto di Guerra Imperiale Britannico.
Hofmeyr non era una persona facile da affrontare, ma non per una sua naturale rudezza ma per un inflessibile attaccamento ai suoi principi. Ad esempio, nel 1936 si oppose alla soppressione del diritto di voto ai cittadini di colore, a quell'epoca già molto ristretto, proposta dal governo Nazionalista di Hertzog, un punto sul quale gli altri Ministri, che provenivano dal South African Party, furono costretti a dare al Primo Ministro in carica il loro sostegno. E ancora quando Hertzog nominò al Senato il ministro APJ Fourie come membro di una commissione sugli Affari Indigeni e lo definì "profondo conoscitore dei bisogni naturali e dei desideri delle persone di colore", Hofmeyr invece riteneva che il neo-senatore non avesse nessuno di questi requisiti e tanto insistette che Fourie fu costretto a dimettersi non solo come Ministro, ma anche dal comitato ristretto del suo partito.
La sua opinione sulle questioni razziali si può cogliere in un'affermazione che egli fece nel 1943: "non è auspicabile che gli Africani diventino una completa imitazione degli Europei, tagliando con il loro passato e adottando il modo di vita e la politica di tipo occidentale ". E ancora la sua visione della questione degli Indiani più di una volta rese tese le relazioni con il suo partito essendo lui favorevole all'integrazione di questa comunità così numerosa in Sudafrica. In sostanza Hofmeyr era a favore di un governo che riteneva il più buono e più onesto e cioè un Governo basato su principi e criteri non razziali.
Hofmeyr fu nel senso più ampio un uomo e un politico liberale e moderato, sostenendo soprattutto l'eguaglianza dei diritti di tutti gli uomini senza differenza di razza contrario quindi alla segregazione razziale che verrà istituita di lì a poco nel suo paese. Un giorno disse: "Lotterò con tutte le mie forze a favore della definitiva eliminazione delle barriere razziali nella nostra Costituzione" . Non sapeva che il peggio doveva ancora venire, anzi questo peggio (l'apartheid) per sua fortuna, non lo vedrà mai.
Questo suo liberalismo se per lui era un punto di forza era invece, agli occhi di molti suoi colleghi di partito, una debolezza, di fronte al National Party che offriva una nuova dottrina, l'apartheid, appunto.
Durante la Campagna elettorale del 1948 egli, candidato per lo United Party alla carica di Primo Ministro, fu il bersaglio principale della stampa afrikaner, che ridicolizzava il suo sogno di una società non razziale in Sudafrica. In quelle elezioni lo United Party di Smuts e il suo delfino designato, candidato a succedergli, Hofmeyr appunto, perse le elezioni politiche generali a favore del National Party, guidato da Daniel François Malan. Il suo liberalismo aveva fortemente spaventato l'elettorato afrikaner e gli anglofoni conservatori.
Forse troppo avanti rispetto ai suoi tempi e per il suo paese, dopo la sconfitta del 1948, ripudiato dai suoi stessi colleghi di partito, Hofmeyr, già di salute cagionevole, morì in modo triste e incompreso, il 3 dicembre 1948, lo stesso anno in cui i Nazionalisti giunsero al potere.

## Appendice
Dopo la sua morte, nel 1949 fu istituito lo J.H. Hofmeyr Memorial Fund allo scopo di commemorare il suo nome e i suoi ideali liberali. Questo fondo gestì lo Jan Hofmeyr Memorial Speech Contest, un concorso annuale che ha assegnato borse di studio per 45 anni nel Natal. Il Fondo, che veniva chiamato con il diminutivo di Trust, venne soppresso nel 2000.
Ad Hofmeyr, uomo di grande cultura furono conferite Lauree Honoris Causa dalla Università di Città del Capo (D.Sc.), dalla Università del Witwatersrand (LLD) e da quella di Oxford (D.C.L.).

## Opere
- History and Control of National Debts (1918)
- Studies in Ancient Imperialism (1921)
- South Africa (1931)
- The Open Horizon (1939)